# جعفر شعار
جعفر شِعار (زادهٔ ۱۲ اردیبهشت ۱۳۰۴ در تبریز – درگذشتهٔ ۱ مرداد ۱۳۸۰ در تهران) قرآن‌پژوه، پژوهش‌گر ادبی، مصحح و مترجم ایرانی بود.

## زندگی
جعفر شِعار در ۱۲ اردیبهشت ۱۳۰۴ در تبریز به‌دنیا آمد. تحصیلات ابتدایی و متوسطه و دانشگاهی خود تا مقطع کارشناسی ادبیات فارسی و کارشناسی زبان فرانسه را در همان شهر و در دانشگاه تبریز به پایان رساند. سپس در تبریز به تدریس در دبیرستان‌ها مشغول شد. در سال ۱۳۳۵ عازم تهران گردید و در آن شهر به تحصیل خود در ادبیات فارسی ادامه داد و در ۱۳۴۲ درجهٔ دکتری در زبان و ادبیات فارسی گرفت. در سال ۱۳۵۱، پس از فوت پدرش، سرپرستی و ادامهٔ برگزاری جلسات تفسیر قرآن را که پدرش بنیان‌گذار آن بود، برعهده گرفت. در تهران به مدت ۶ سال با سازمان لغتنامهٔ دهخدا همکاری کرد و همزمان در دانشگاه تربیت معلم تدریس می‌نمود. بعد از انقلاب اسلامی، به ریاست دانشگاه یادشده منصوب شد. پس از بازنشستگی در سال ۱۳۶۰، همچنان به تدریس و تألیف ادامه داد.
او در سال ۱۳۸۰، در سن ۷۶ سالگی درگذشت و در قطعهٔ ۸۸ هنرمندان و فرهیختگان بهشت زهرای تهران دفن شد.

## مدارج و مشاغل
- ۶ سال عضویت در سازمان لغت‌نامهٔ دهخدا.
- استادی دانشگاه تربیت معلم تهران پس از سال‌ها تدریس در دانشگاه تهران و دانش‌سرای عالی.
- همکاری با مرکز دائرةالمعارف بزرگ اسلامی.[۳]
- عضو مرکز تحقیقات علمی آسیا و آفریقا (ICANA)
- ادامه برگزاری مجالس آموزش قرآن پدرش یوسف شعار در تبریز و ادامهٔ آن در تهران، به مدت ۵۵ سال

## تألیفات
- گفتارهای دستوری (همراه با دکتر خسرو فرشیدورد و دکتر اسماعیل حاکمی والا)
- فرهنگ املایی و دستور خط فارسی
- شیوهٔ خط معیار
- فرهنگ‌وارهٔ اخلاق در قرآن
- نگرشی در آیات قرآن، ۲ جلد
- راهنمای زبان عربی
- تاریخ ادبیات عرب

المَنهَج، شعر و نثر عربی

### ترجمه و تصحیح
- سفرنامهٔ ابن حوقل
- حمزه‌نامه، قصهٔ حمزه امیرالمؤمنین
- ترجمهٔ تاریخ یمینی
- تاریخ بناکتی
- سیاست‌نامه
- أغراض السیاسة فی أعراضِ الریاسة
- تحلیل سفرنامهٔ ناصرخسرو قبادیانی
- دیوان شعر رودکی
- دیوان حکیم ناصرخسرو
- تاریخ پیامبران و شاهان
- آیین شهرداری در قرن هفتم

## گزیده‌های ادب فارسی (نشر قطره)
- گزیدهٔ غم‌نامهٔ رستم و سهراب
- گزیدهٔ رزم‌نامهٔ رستم و اسفندیار
- گزیدهٔ اشعار رودکی
- گزیدهٔ سیاست‌نامه
- گزیدهٔ اشعار کسایی مروزی
- گزیدهٔ تاریخ بلعمی
- گزیدهٔ تاریخ جهانگشای جوینی
- گزیدهٔ اشعار صائب تبریزی
- گزیدهٔ قصاید سعدی شیرازی
- گزیدهٔ سفرنامهٔ ناصرخسرو
- گزیدهٔ اشعار سنایی، (نشر علمی)

## شاهکارهای ادبیات فارسی(انتشارات امیرکبیر)
- ۶ عنوان برگزیدهٔ جوامع‌الحکایات، سیاست‌نامه، سندبادنامه، اسرارالتوحید، قصاید سعدی، راحةالصدور

## گزینه‌های ادب فارسی (نشر قطره)
۶ عنوان گزینه‌های اشعار کسایی مروزی، رودکی، خاقانی، مقامات حمیدی، تاریخ بلعمی، ناصرخسرو.

## جوامع الحکایات و لوامع الروایات
- بخش تاریخ ایران و اسلام، بخش تاریخ خلفا و نیز گزیدهٔ جوامع‌الحکایات.

### پژوهش و بازنگری
- پژوهشی در دستور فارسی
- ترجمهٔ قرآن مجید، نوبت سوم از کشف‌الاسرار میبدی، مجلد دوم
- ترجمهٔ قرآن مجید، نوبت سوم، از کشف‌الاسرار میبدی، مجلد سوم
- ترجمهٔ قرآن مجید، الهدی من القرآن (آستان قدس رضوی)
- ترجمهٔ البهجةالمرضیه